# Fiorenza Cossotto
Fiorenza Cossotto (* 22. April 1935 in Crescentino in der Provinz Vercelli, Italien) ist eine italienische Opernsängerin (Mezzosopran).

## Leben
Cossotto studierte am Konservatorium in Turin. 1955 wurde sie in das Studio der Mailänder Scala aufgenommen und begann von hier aus ihre internationale Karriere, vor allem als Azucena, Santuzza, Amneris, Lady Macbeth, Adalgisa und Carmen.
Als Leonora in La favorita hatte sie 1962 ihren künstlerischen Durchbruch. Fiorenza Cossotto trat vielfach neben Maria Callas auf (u. a. in Norma) und gastierte auf Grund ihrer Stimmschönheit und -kraft sowie Bühnenpräsenz über zwei Jahrzehnte in der Arena di Verona.
Sie war verheiratet mit dem italienischen Bassisten Ivo Vinco.
Zudem erschienen zahlreiche Schallplattenaufnahmen, die heute zumeist auch als CD erhältlich sind.
Sie gehörte von den späten 1950er- bis in die 1980er-Jahre zu den beliebtesten und bestbezahlten Sängerinnen der Welt.